# Hubert Waibel
Hubert Eugen Waibel (* 6. November 1922 in Wolfurt; † 15. Juni 2014 ebenda) war ein österreichischer Politiker (ÖVP). Er war von 1964 bis 1984 Abgeordneter zum Vorarlberger Landtag und von 1960 bis 1985 Bürgermeister von Wolfurt.

## Ausbildung und Beruf
Waibel besuchte von 1929 bis 1937 die Volksschule Wolfurt und absolvierte danach von 1937 bis 1939 die Handelsschule Lustenau. Er arbeitete von 1939 bis 1941 als kaufmännischer Angestellter im Innen- und Außendienst für eine Mühle. Er war von Februar bis Dezember 1941 beim Reichsarbeitsdiensteingesetzt und stand danach ab Dezember 1941 im Kriegsdienst im Zweiten Weltkrieg. Dabei geriet er in Kriegsgefangenschaft und kehrte im August 1945 aus der amerikanischen Kriegsgefangenschaft zurück. Seine Kriegserinnerungen wurden 2007 in Videos festgehalten; Ausschnitte dieser Aufzeichnungen sind seit 2018 auf youtube verfügbar.
Nach dem Krieg arbeitete Waibel ab November als Angestellter, Bilanzbuchhalter und Abteilungsleiter bei der Textilfirma Franz Mäser in Dornbirn. Er war ab März 1960 als Abteilungsleiter bei Mohren Brauerei in Dornbirn beschäftigt und war ab 1960 bis zu seiner Pensionierung 1985 Berufspolitiker.

## Politik und Funktionen
Waibel war ab Mai 1960 Bürgermeister seiner Heimatgemeinde Wolfurt, wobei er das Amt bis zum Mai 1985 ausübte. Er war im selben Jahr der Österreichischen Volkspartei bzw. dem ÖAAB beigetreten und innerparteilich von 1964 bis 1984 Mitglied der Landesparteileitung sowie von 1964 bis 1969 Mitglied des Landesparteirates der ÖVP Vorarlberg. Im ÖAAB wirkte er von 1962 bis 1985 als Mitglied des Präsidiums und des Landesvorstandes des ÖAAB Vorarlberg, zudem war er Referent für Wirtschaftspolitik des ÖAAB Vorarlberg. Als Abgeordneter des Wahlbezirkes Bregenz vertrat er die ÖVP zwischen dem 29. Oktober 1964 und dem 4. November 1984 die ÖVP im Vorarlberger Landtag, wo er von 1974 bis 1984 auch Obmann des Rechtsausschusses war.
Neben zahlreichen anderen Funktionen engagierte sich Waibel als Präsident des Vorarlberger Gemeindeverbandes, Präsident der österreichisch-sowjetischen Gesellschaft Vorarlbergs sowie als Vorsitzender des Seniorenbeirates des Landes Vorarlberg.

## Privates
Hubert Waibel wurde 1922 als ältestes von sechs Kindern, im Haus seiner Eltern, in Wolfurt geboren. Sein Vater, Johann Waibel (1895–1948), war beruflich als Handelsgewerbetreibender tätig und wurde in Dornbirn geboren. Seine Mutter, Wilhelmine Waibel (1897–1988), geborene Müller, stammte aus Wolfurt. Hubert Waibel heiratete am 12. Juli 1954 die Sekretärin Ingeborg Jordan und wurde zwischen 1960 und 1969 Vater von fünf Töchtern.

## Auszeichnungen
- Ehrenzeichen des Landes Vorarlberg in Silber (1985)
- Ehrenpräsident des Vorarlberger Gemeindeverbandes (1985)
- Ehrenmitglied des Bundesvorstandes des Österreichischen Gemeindebundes (1985)
- Goldenes Ehrenzeichen für Verdienste um die Republik Österreich verliehen von Maria Fekter (2010)